# تپه گرد له اسلام‌آباد
تپه گرد له اسلام‌آباد مربوط به عصر مس - عصر برنز III- عصر آهن دو - هزاره اول قبل از میلاد است و در شهرستان اشنویه، بخش مرکزی، دهستان اشنویه شمالی، روستای اسلام‌آباد واقع شده و این اثر در تاریخ ۷ اسفند ۱۳۸۵ با شمارهٔ ثبت ۱۷۷۵۸ به‌عنوان یکی از آثار ملی ایران به ثبت رسیده است.